# Герб Станиславівського воєводства (проєкт)

Проєкт герба Станіславського воєводства

Герб Станиславівського воєводства — символ Станиславівського воєводства Польської республіки (1918—1939), який не був запроваджений, а проєкти не мали офіційного статусу. 
Було розроблено кілька проєктів у 1928 році та пізніше. Однак офіційно жодний з них так і не був затверджений. 
Один з проєктів створений на основі поєднання двох гербів часів Речі Посполитої: Галицької землі та Жидачівського повіту (землі). 
Поділений на дві частини щит. У верхньому білому полі зображена чорна галка в золотій короні і розпростертими крилами, повернена наліво (ніби злітає зі землі). В нижньому блакитному полі три золоті леви, один над другим, повернені направо.